# 해돋이로 (인천)

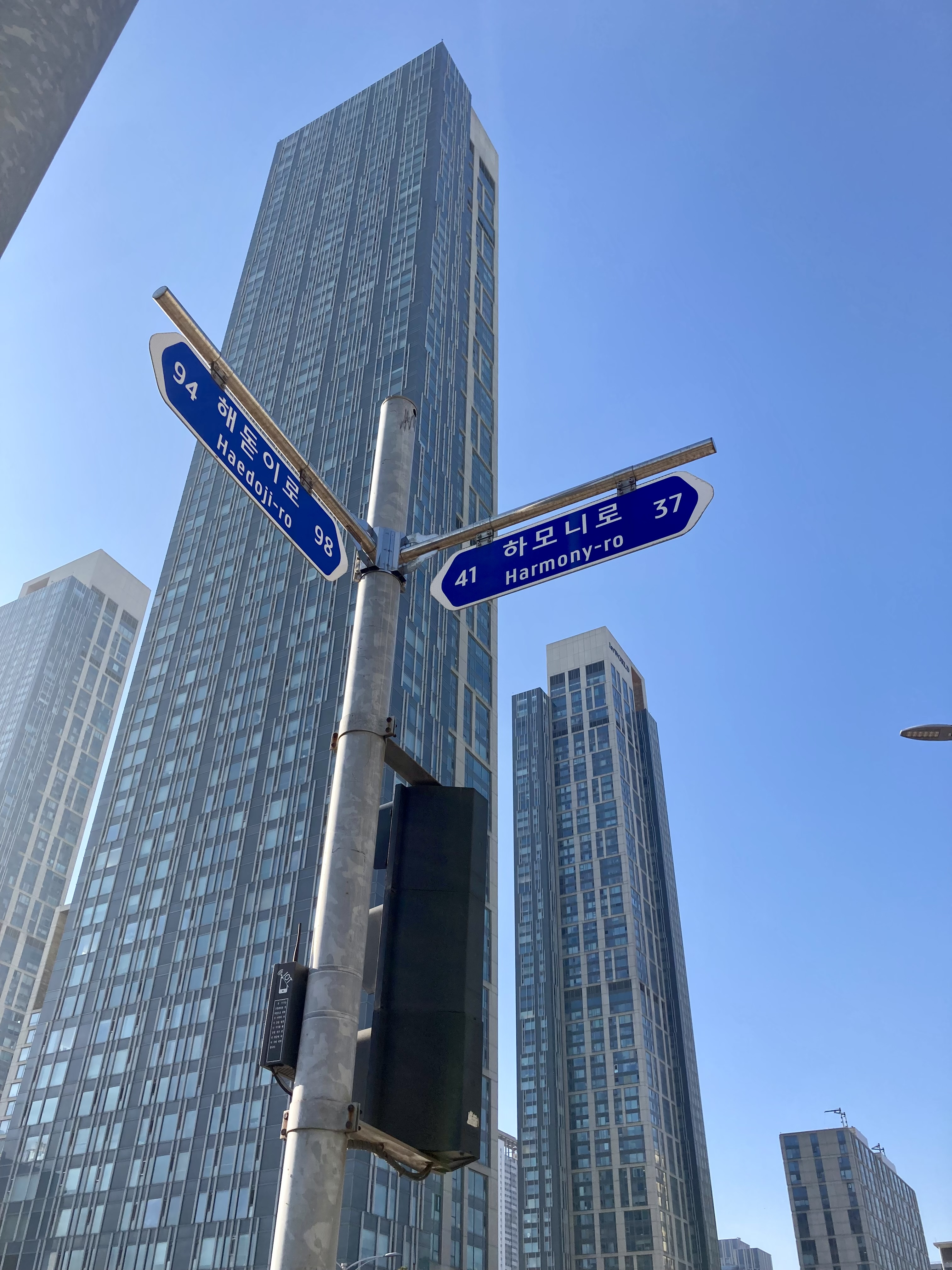
해돋이로와 하모니로의 만남

해돋이로는 인천광역시 연수구에 있는 도로이다. 인천광역시 송도 중심의 해돋이공원을 중심으로 동에서 서쪽으로 가로지르는 도로이며, 송도동 39를 기점으로 송도동 59를 종점으로 하는 3,012m(3km)의 길이를 가진 도로이다.

## 개요
해돋이로는 송도의 대부분의 랜드마크 건축물들을 경유하는 도로이기도 하며, 송도 대부분의 기관시설이 연계되어 있다. 인천연송초등학교부터 마천루 아파트(항구의 전망을 가진 아파트, 하버뷰, harbor view) 들이 대부분 연계되어 붙어있다. 송도 더샵그린워크, 송도푸르지오하버뷰아파트, 송도자이하버뷰 아파트, 해양경찰청, 해돋이공원, 해돋이도서관, 송도현대아이파크아파트,  등이 도로에 연계되어있다.
송도 전체를 가로지르는 도로다보니, 가지도로와 연결도로가 상당히 많이 연결되어 있는 편이다. 가로로 관통하는 도로이기도 하며 세로로 관통하는 도로는 하모니로가 있다.

## 가지도로
해돋이로의 가지도로는 해돋이로247번길, 해돋이로248번길, 해돋이로230번길, 해돋이로229번길, 해돋이로210번길, 해돋이로209번길, 해돋이로219번길, 해돋이로191번길, 해돋이로171번길, 해돋이151번길, 해돋이120번길, 해돋이로48번길, 해돋이로84번길, 해돋이로 56번길, 해돋이로38번길, 해돋이로6번길 등이 있다.

## 사진

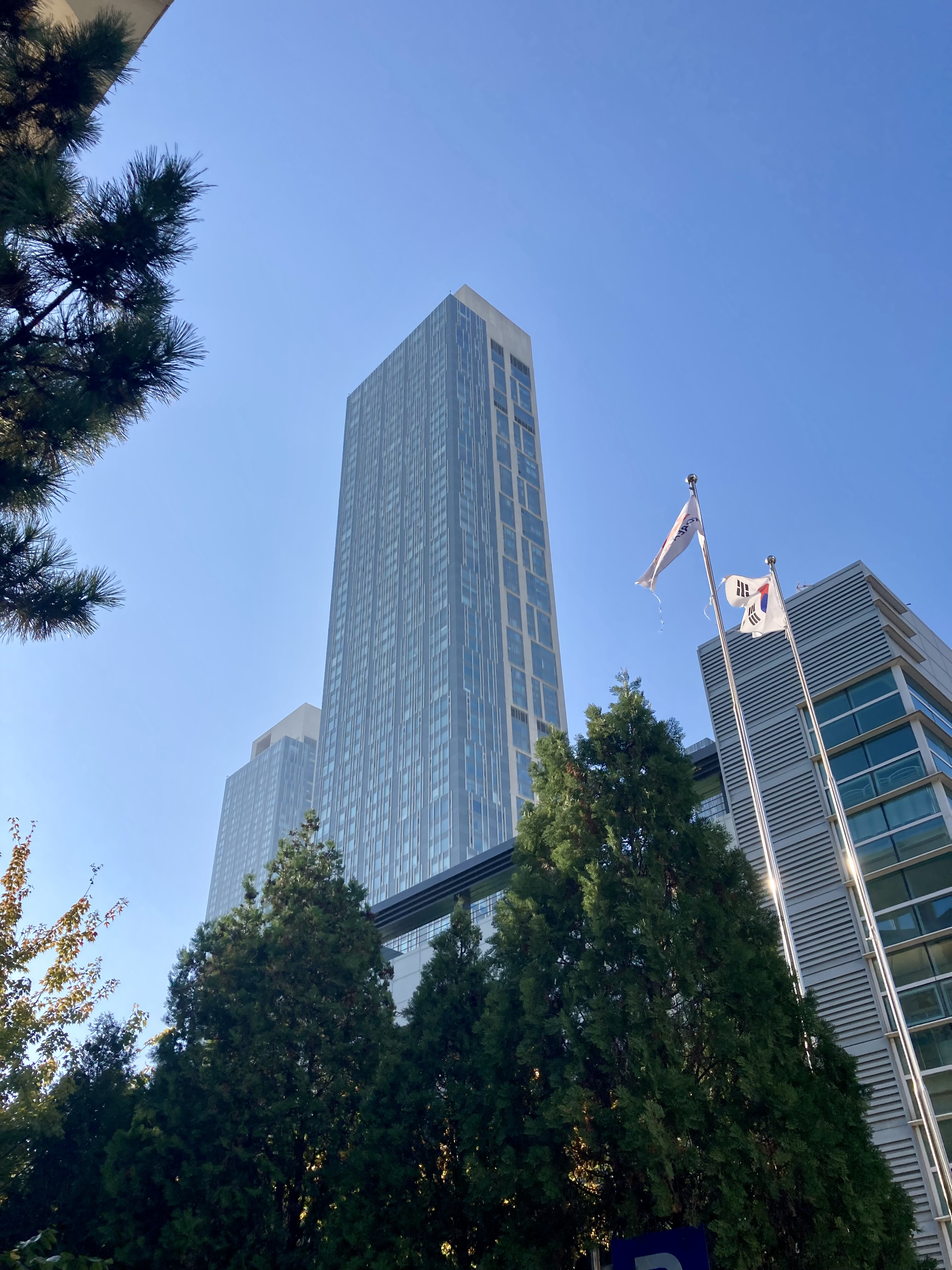
송도더샵퍼스트월드(해돋이로 107)
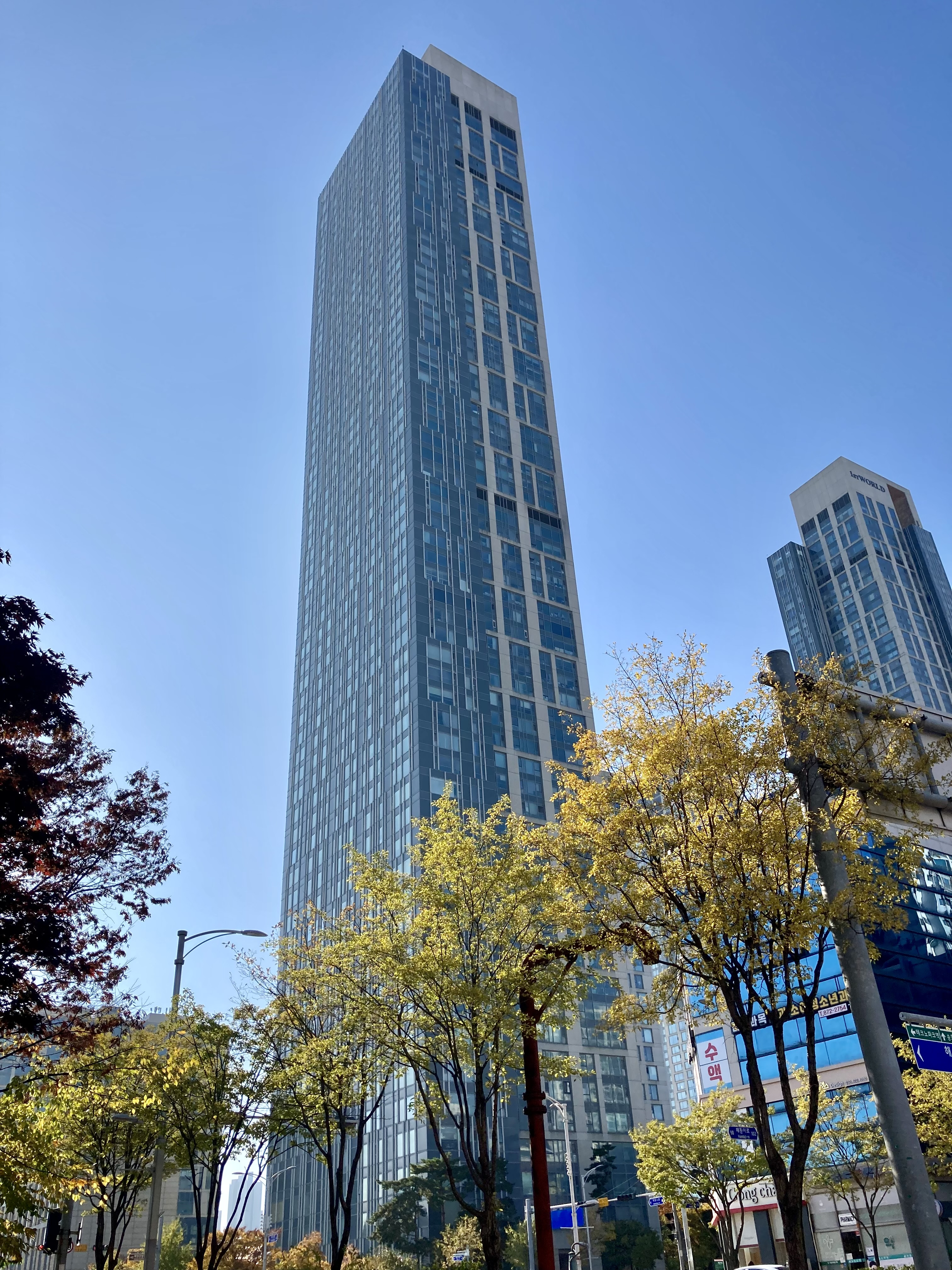
송도더샵퍼스트월드(해돋이로 107, 가을)

## 주요건물
- 송도더샵퍼스트월드아파트

## 연결도로
- 아트센터대로
- 컨벤시아대로
- 하모니로
- 신송로
- 송도국제대로
- 센트럴로